# Pelotas
Pelotas egy község (município) Brazíliában, Rio Grande do Sul államban, a Lagoa Mirimet és a Lagoa dos Patost összekötő São Gonçalo csatorna bal partján. 2021-ben népességét 343 826 főre becsülték, ezzel ugyanekkor az állam negyedik legnépesebb községe volt Porto Alegre, Caxias do Sul és Canoas után. Az állam gazdag és virágzó községe, a „Dél Hercegnőjének” (Princesa do Sul) is nevezik.

## Nevének eredete
A pelotas a parafából és cserzett marha- vagy birkabőrből készült kis, hordozható csónakok elnevezése, amelyeket a patakokon, folyókon való átkeléshez használtak. Feltételezések szerint az őslakosok találták fel ezeket, ők azonban csak a ruhák, tárgyak átszállítására használták, az emberek pedig mellette úsztak és kötélen húzták. Az ide érkező európai felfedezők ilyen kis csónakokon keltek át a São Gonçalo folyón a Passo dos Negrosnál, majd a Fragata árterének patakjain, ahol később a település kialakult. Kezdetben csak az itt átfolyó patakot nevezték Pelotasnak, a település csak jóval később vette fel a nevet.
Pelotast a Dél Hercegnőjének (Princesa do Sul) is nevezik, azonban a jelző eredete vitatott. Egyesek Olavo Bilac költőnek tulajdonítják, mások Fernando Osório atyának, vagy Afonso Celso történésznek. A legvalószínűbb, hogy Antônio Soares da Silva jogásztól származik, akinek Pelotas című verse a Revista da Associação Tributo às Letras folyóirat 1863 júniusi számában jelent meg, és utolsó szakasza így jellemzi a várost:
Ó sylphede aérea, Indiana das várzeas,
Que dos Pampas adoram vestida de azul;
A Pátria orgulhosa de tantos primores,
Te aclama Princesa nos campos do Sul.

## Története
Területén indiánok éltek, de a fehér ember terjeszkedésének és háborúinak következtében kihaltak. A településhez köthető legelső írott okmány egy 1758-as adománylevél, melyben Bobadela (ma Boticas része) grófja Thomáz Luiz Osório ezredesnek földet adományozott a Lagoa dos Patos délnyugati partján. 1763-ban, a Rio Grande do Sul déli területeiért vívott spanyol–portugál összecsapások elől menekülő civilek telepedtek le Osório birtokán, majd az 1777-ben a spanyoloknak juttatott Colônia do Sacramentoból távozó portugál telepesek egy része is ide költözött.
1780-ban az aszály miatt Cearából idevándorolt José Pinto Martins charquedát alapított (szarvasmarha-mészárszék, ahol charquet, azaz pácolt, sózott, szárított húst állítanak elő); később további charquedák is létrejöttek, körülöttük pedig település kezdett kialakulni. 1810-ben egyházközség alakult. 1812-ben Rio Grande kerületévé nyilvánították São Francisco de Paula néven, a birtokot parcellákra osztották és telepeseknek adták el. 1820-ban állami iskolát nyitottak a fiúk, 1831-ben a lányok oktatására. 1830-ban a települést kisvárosi (vila) rangra emelték, 1832-ben a kerület önálló községgé alakult, 1835-ben a település nagyvárosi (cidade) rangot kapott, neve pedig Pelotasra módosult. Gazdasága a rabszolgamunkára támaszkodott; 1833-ban a lakosság 51%-a afrikai rabszolga volt. A charque jelentős jövedelmet biztosított, a charqueadorok pedig villákat építettek és támogatták az oktatást és a kultúrát. 1834-ben nyílt meg az Április 7. színház (Theatro Sete de Abril).
A farroupilha-felkelés során a forradalmárok egyik fő támaszpontja volt. A települést többször elfoglalták a császáriak, majd visszafoglalták a lázadók; lakossága elmenekült. 1835 októberében Rafael Verdun lázadói a Passo do Retirónál legyőzték a Silva Tavares parancsnoksága alatt álló császári erőket, akik a szomszédos Uruguayi Köztársaságba menekültek. 1836 áprilisában João Manuel de Lima e Silva lázadó Passo dos Negrosnál legyőzte Albano de Oliveira Bueno ezredest; az elfogott Albanót Porto Alegrebe vitték, de útközben megölték. Ugyancsak áprilisban João Manuel de Lima e Silva legyőzte Manuel Marques de Souzát (Porto Alegre későbbi grófját). 1836 februárjában vízi csata folyt Sangradourónál, a Minuano hajó összecsapott az Oceano császári ágyúnaszáddal. Mikor a helyzet kilátástalanná vált, a legénység felrobbantotta a Minuanót.
A pacifikáció után, 1846-ban II. Péter brazil császár a városba látogatott és a Regeneração téren (ma Coronel Pedro Osório tér) letette az új plébániatemplom alapkövét. 1856-ban kolerajárvány pusztított. A város azonban töretlenül fejlődött, a 19. század második felében pedig aranykorát élte. Kórház majd árucsarnok létesült, vállalatok alakultak, megjelent a sajtó. A charqueval való kereskedelem következtében (ekkor már több, mint 40 charqueda üzemelt) Pelotas meggazdagodott, kultúrája virágzott, és az állam leginkább arisztokratikus településének tartották. Fesztiválokat tartottak, fellendült az édességek készítése, nagy szerepet kapott a festészet és a zene. Egyeteme 1883-ban létesült. Fernando Osório szerint Pelotas „a polgári büszkeség és a kultúra központja a São Gonçalo smaragdzöld partján, a gaúcho táj síkságának nyugalmában, egyenes vonalai pedig mintha fiainak nemes jellemét ábrázolnák.” Jorge Sallis Goulart történész szerint Pelotas a São Gonçalo folyó ajándéka volt: ha nem lett volna a közlekedést megkönnyítő vízfolyás, akkor az itt alapított charqueadákat Rio Grandéban hozták volna létre, amely közelebb volt a fogyasztói piacokhoz, és amely előnyösebben tudta volna behozni a száraz hús elkészítéséhez szükséges sót.
1893–1895 között az úgynevezett föderalista lázadások egyik központja volt. 1895. augusztus 23-án itt írta alá a békeszerződést a legalista Inocêncio Galvão de Queiroz tábornok és a forradalmárokat képviselő Honorario Silva Tavares tábornok. Az 1923-as lázadás idején Zeca Neto forradalmár öt órás harc után elfoglalta, majd kifosztotta a várost.
A 20. század elején gazdasága kibővült; a mészárszékeken kívül ültetvényeket is létrehoztak (rizs, gyümölcsök). A portugálok mellett német és francia bevándorlók is letelepedtek. A város tovább fejlődött; bank alakult, csatornarendszer épült, sportklubok létesültek, további oktatási intézményeket alapítottak. 1909-ben a Compagnie Française du Port de Rio Grande do Sul gránitbányát nyitott Capão do Leão kerületben, amely hozzájárult a hely gazdasági fejlődéséhez. A 21. században oktatási központ; öt felsőoktatási intézménnyel és négy műszaki iskolával rendelkezik, huszonhárom múzeuma, két színháza, egy nyilvános könyvtára van. A városban kikötő és repülőtér is működik.

## Leírása
Székhelye Pelotas, további kerületei Cascata, Cerrito Alegre, Colônia Z3, Monte Bonito, Quilombo, Rincão da Cruz, Santa Silvana, Triunfo. Al-kerülete Laranjal, a Lagoa dos Patos partján. A községközpont légvonalban 220 kilométerre van az állami székhelytől, 7 méteres tengerszint feletti magasságban. Nedves szubtrópusi éghajlat jellemzi, az éves átlaghőmérséklet 18,1 ºC, a csapadék 1259 mm. Része az Aglomeração Urbana do Sul városi agglomerációnak, melynek további tagjai Arroio do Padre, Capão do Leão, Rio Grande, São José do Norte, és mintegy 650 000 lakos él a területén. Arroio do Padre, egy 1996-ban függetlenedett község teljes egészében Pelotas határain belül van, amolyan enklávé-szerűen.
Pelotas ma is Brazília legnagyobb charque (szárított marhahús) gyártója, és a Rio Grande do Sul déli részén fekvő marhatenyésztő terület fő kikötője. A húsfeldolgozó üzemeken kívül gabona- és bőrfeldolgozó üzemekkel és más gyárakkal is rendelkezik. Helyi látványosságok a Theatro Sete de Abril, Museu da Baronesa, Museu Carlos Ritter, Museu de Arte. Népszerű a Lagoa dos Patos partján húzódó Laranjal-strand. Három ismert futballcsapata van: EC Pelotas, Grêmio Brasil de Pelotas, Grêmio Farroupilha.
1986-tól minden évben megrendezik a nemzeti édességvásárt (Feira Nacional do Doce, Fenadoce); Pelotast az ország édesség-fővárosaként ismerik (Capital Nacional do Doce), az itteni édesség-készítést pedig felvették a szellemi kulturális örökség nyilvántartásába (Patrimônio Imaterial).

## Híres szülöttei
- João Simões Lopes (1817–1893) kereskedő, vállalkozó, tartományi alelnök, Graça bárója és vikomtja. A felkelők oldalán harcolt a farroupilha-forradalomban, később kereskedéssel foglalkozott, charqueadát alapított, és a déli országrész egyik legbefolyásosabb embere lett. Sokat tett a városért: csatornázta a São Gonçalo torkolatát, könyvtárat és menhelyet épített, bevezette a közvilágítást.
- Miguel Rodrigues Barcelos (1827–1896) orvos, tartományi alelnök, Itapitocay bárója
- Miguel Meirelles (1830–1872) őrnagy, harcolt az uruguayi és a paraguayi háborúkban, később tartományi képviselő. Verseket, tárcákat is írt.
- Antônio Ferreira Viana (1833–1903) bíró, politikus; birodalmi igazságügyi miniszter, filantróp, a rabszolgaság eltörléséről szóló törvénytervezet (Lei Áurea) szerzője
- Francisco Lôbo da Costa (1835–1888) költő, drámaíró; Rio Grande do Sul egyik legnépszerűbb költőjeként tartják számon.
- Francisco Antunes Maciel (1844–1917) jogász, birodalmi belügyminiszter, később (a köztársaság alatt) a Föderalista Párt egyik alapítója
- Carlos Barbosa Gonçalves (1851–1933) politikus, szenátor, állami kormányzó
- Colimério Leite de Faria Pinto (1852–1887) író, költő, újságíró, tanár
- Leopoldo Gotuzzo (1887–1983) festő
- Yolanda Pereira (1910–2001), az első brazil, aki elnyerte a Miss Universe címet (1930; bár a jelenlegi Miss Universe szervezet csak 1952-től ismeri el hivatalosan a címeket)

## Képek

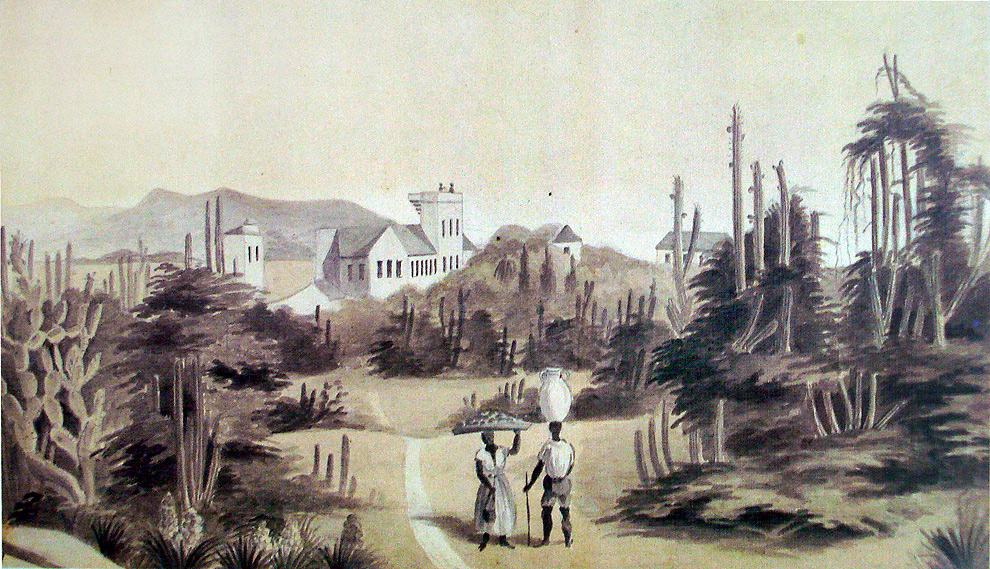
Az 1850-es években (Wendroth festménye)
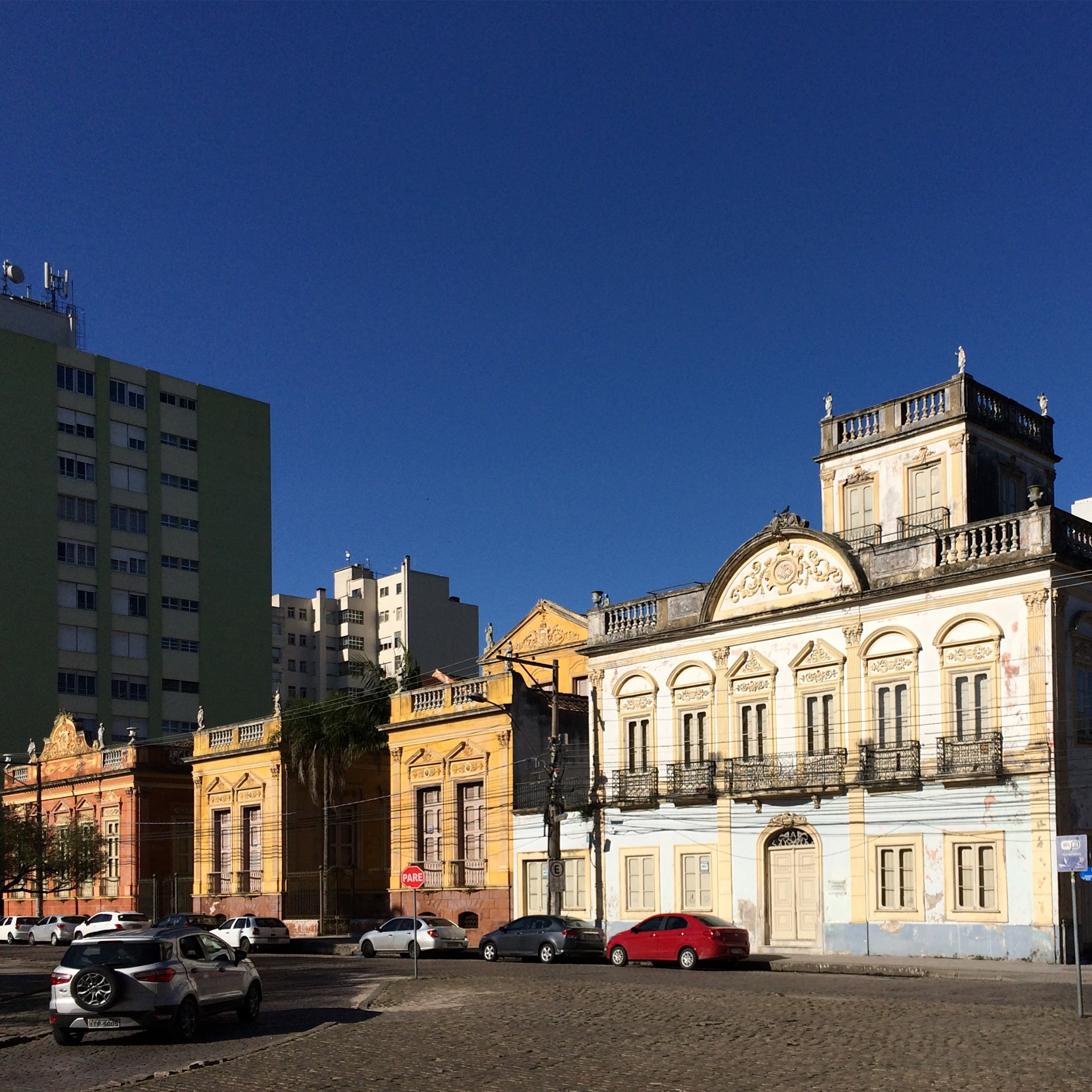
Régi és új épületek
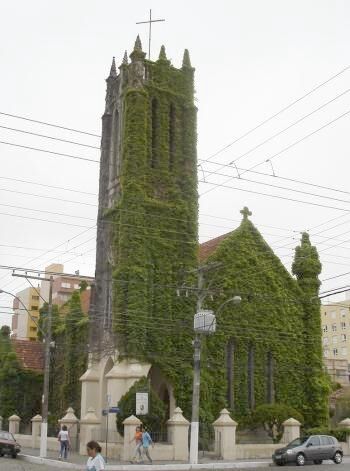
Anglikán templom
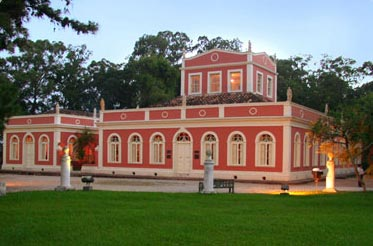
Museu da Baronesa
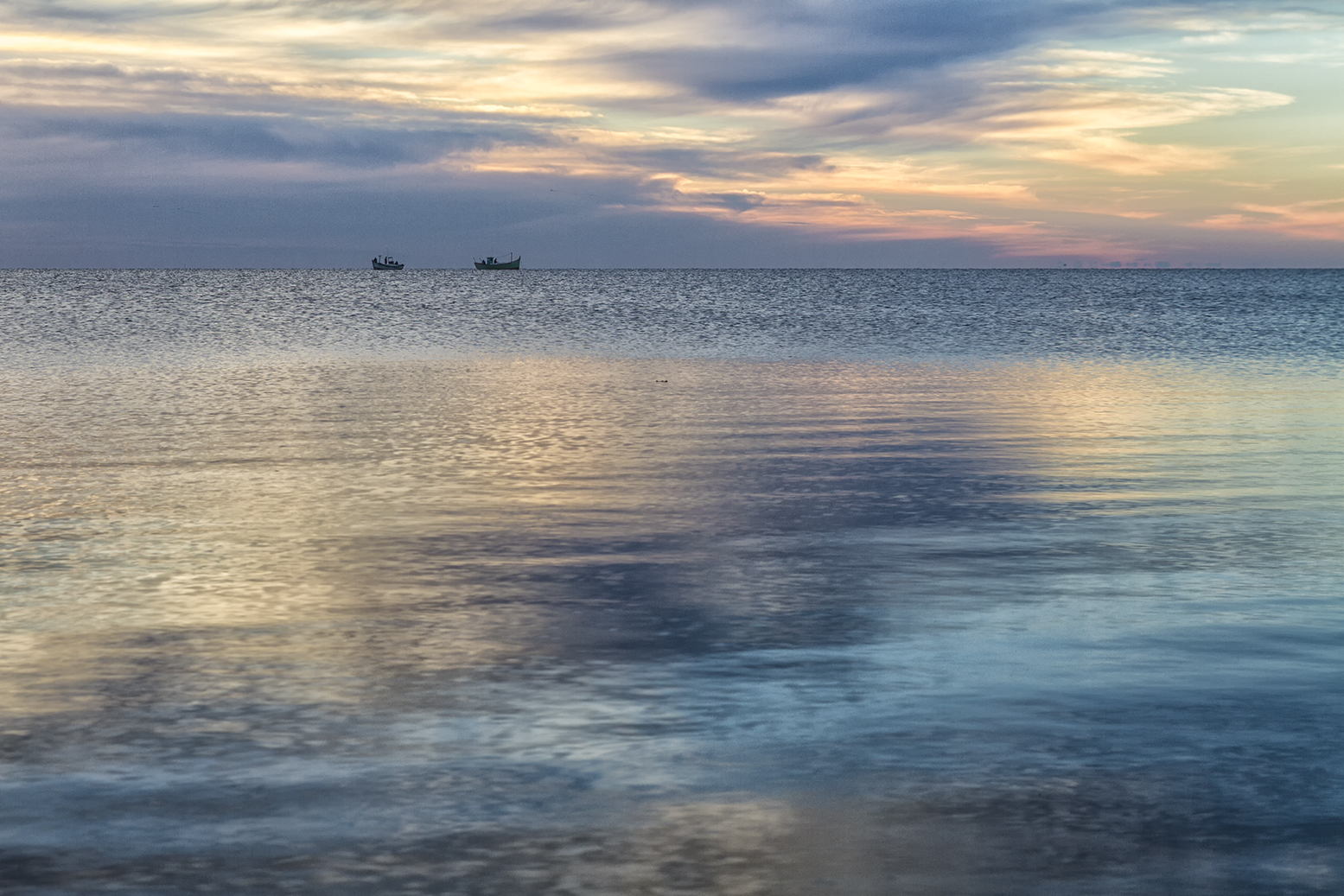
A Lagoa dos Patos Laranjalnál